# Sonic Boom (album de Kiss)
Pour les articles homonymes, voir Sonic boom.
Albums de Kiss
Psycho Circus
(1998) Monster
(2012)
Singles
1. Modern Day Delilah[8]
Sortie : 19 août 2009
2. Say Yeah
Sortie : 8 décembre 2009
3. Never Enough
Sortie : 8 juin 2010

Sonic Boom est le premier album studio de Kiss en 11 ans et 19e album studio au total, sorti le 6 octobre 2009.
Il est le premier album de Kiss où figure officiellement le guitariste Tommy Thayer, lequel était un collaborateur (voire un musicien additionnel) de longue date du groupe. C'est également le premier album de Kiss avec le batteur Eric Singer depuis Carnival of Souls: The Final Sessions en 1997.
L'album a été enregistré aux studios Conway Recording à Hollywood, produit par Paul Stanley et Greg Collins. La pochette a été réalisée par l'artiste Michael Doret qui avait déjà travaillé sur la couverture de l'album Rock and Roll Over en 1976.
Walmart distribue exclusivement l'album aux États-Unis et au Canada, cet album est vendu avec trois disques au total (Sonic Boom inclus), l'album Kiss Klassics qui présente les meilleurs titres de Kiss ré-enregistrés et qui est déjà sorti au Japon sous le titre de Jigoku-Retsuden et un DVD live enregistré le 9 avril 2009 à Buenos Aires en Argentine dans le cadre de la tournée Alive 35.
L'album a été vendu en format digipack comprenant un livret de 20 pages. Modern Day Delilah est le premier single à avoir été annoncé sur le site officiel du groupe. L'album est également sorti en édition limitée en vinyle 180 grammes et a été pressé en cinq couleurs (rouge, vert, noir, bleu et violet), avec 1 000 copies pressées de chaque.
La chanson Hot and Cold est une chanson réécrite de Gene Simmons de son premier groupe Bullfrog Bheer, intitulé à la base Rotten to the Core.
Modern Day Delilah est joué systématiquement en concert depuis la sortie de l'album, généralement en ouverture. Le titre Say Yeah sera également très régulièrement interprété lors des tournées Sonic Boom Over Europe et The Hottest Show On Earth, de même qu'I'm An Animal, qui finira toutefois par être abandonné pour les derniers concerts. L'album est certifié disque d'or par la RIAA.

## Composition du groupe
- Paul Stanley - guitare rythmique, chants.
- Gene Simmons - basse, chants.
- Tommy Thayer - guitare solo, chants.
- Eric Singer - batterie, percussions, chants.

## Liste des titres
| No  | Titre                         | Auteur                        | Chanteur(s)                | Durée |
| --- | ----------------------------- | ----------------------------- | -------------------------- | ----- |
| 1.  | Modern Day Delilah            | Paul Stanley                  | Paul Stanley               | 3:37  |
| 2.  | Russian Roulette              | Paul Stanley, Gene Simmons    | Gene Simmons               | 4:35  |
| 3.  | Never Enough                  | Paul Stanley, Tommy Thayer    | Paul Stanley               | 3:26  |
| 4.  | Yes I Know (Nobody's Perfect) | Gene Simmons                  | Gene Simmons               | 3:02  |
| 5.  | Stand                         | Paul Stanley, Gene Simmons    | Paul Stanley, Gene Simmons | 4:50  |
| 6.  | Hot and Cold                  | Gene Simmons                  | Gene Simmons               | 3:36  |
| 7.  | All for the Glory             | Paul Stanley, Gene Simmons    | Eric Singer                | 3:52  |
| 8.  | Danger Us                     | Paul Stanley                  | Paul Stanley               | 4:22  |
| 9.  | I'm An Animal                 | Paul Stanley, Simmons, Thayer | Gene Simmons               | 3:47  |
| 10. | When Lightning Strikes        | Paul Stanley, Tommy Thayer    | Tommy Thayer               | 3:43  |
| 11. | Say Yeah                      | Paul Stanley                  | Paul Stanley               | 4:28  |

Pour ce CD bonus, les membres ont réenregistré leurs plus grands classiques:
| 1.  | Deuce                     | Gene Simmons                        | Gene Simmons                      | 3:08 |
| 2.  | Detroit Rock City         | Paul Stanley, Bob Ezrin             | Paul Stanley                      | 4:35 |
| 3.  | Shout It Out Loud         | Paul Stanley, Gene Simmons, Ezrin   | Paul Stanley, Gene Simmons        | 2:54 |
| 4.  | Hotter Than Hell          | Paul Stanley                        | Paul Stanley                      | 3:10 |
| 5.  | Calling Dr. Love          | Gene Simmons                        | Gene Simmons                      | 3:26 |
| 6.  | Love Gun                  | Paul Stanley                        | Paul Stanley                      | 3:14 |
| 7.  | I Was Made for Lovin' You | Paul Stanley, Desmond Child, Poncia | Paul Stanley                      | 4:42 |
| 8.  | Heaven's on Fire          | Paul Stanley, Desmond Child         | Paul Stanley                      | 3:24 |
| 9.  | Lick It Up                | Paul Stanley, Vinnie Vincent        | Paul Stanley                      | 3:56 |
| 10. | I Love It Loud            | Gene Simmons, Vinnie Vincent        | Gene Simmons                      | 4:09 |
| 11. | Forever                   | Paul Stanley, Michael Bolton        | Paul Stanley                      | 3:53 |
| 12. | Christine Sixteen         | Gene Simmons                        | Gene Simmons                      | 2:59 |
| 13. | Do You Love Me?           | Paul Stanley, Bob Ezrin, Kim Fowley | Paul Stanley                      | 3:39 |
| 14. | Black Diamond             | Paul Stanley                        | Paul Stanley, Eric Singer (Intro) | 4:20 |
| 15. | Rock and Roll All Nite    | Paul Stanley, Gene Simmons          | Gene Simmons                      | 2:49 |

## Live at Buenos Aires: DVD
Le 5 avril 2009, le groupe a enregistré son concert à Buenos Aires dans le cadre de la tournée Alive 35, qui souligne les 35 ans du groupe.
1. Deuce - 3:08 - (Gene Simmons)
2. Hotter Than Hell - 3:10 - (Paul Stanley)
3. C'mon and Love Me - 2:55 - (Paul Stanley)
4. Watchin' You - 3:44 - (Gene Simmons)
5. 100,000 Years - 3:22 - (Paul Stanley, Gene Simmons)
6. Rock and Roll All Nite - 2:48 - (Paul Stanley, Gene Simmons)

## Charts
Album (2009)
| Pays        | Charts                 | Position |
| ----------- | ---------------------- | -------- |
| États-Unis  | Billboard 200          | 2        |
| États-Unis  | Top Independent Albums | 1        |
| États-Unis  | Top Hard Rock Albums   | 1        |
| États-Unis  | Top Rock Albums        | 1        |
| Royaume-Uni | UK Albums Chart        | 24       |
| Autriche    | Ö3 Austria Top 40      | 6        |
| Suisse      | Swiss Music Charts     | 12       |
| France      | SNEP                   | 31       |
| Pays-Bas    | Dutch Top 40           | 13       |
| Belgique    | Wallonie               | 47       |
| Belgique    | Flandres               | 40       |
| Suède       | Sverigetopplistan      | 3        |
| Norvège     | VG-lista               | 2        |
| Finlande    | Mitä hittiä            | 7        |
| Danemark    | Tracklisten            | 24       |
| Italie      | FIMI                   | 12       |
| Espagne     | PROMUSICAE             | 32       |
| Australie   | ARIA Charts            | 22       |

### Certifications
| Industrie | Certifié | Ventes  |
| --------- | -------- | ------- |
| RIAA      | Or       | 500 000 |